# Jesuist
En jesuist er et menneske der læser og lever efter Jesus ord i både bibel og apokryfe skrifter. Jesuisten forsøger så vidt muligt at frasortere alle "menneskelige" tilføjelser/ændringer/tolkninger, der i de forløbne 2000 år har sneget sig ind overalt i den kristne tro.
| Religion | Spire Denne religionsartikel er en spire som bør udbygges. Du er velkommen til at hjælpe Wikipedia ved at udvide den. |